# Званцев, Николай Николаевич
Николай Николаевич Званцев (наст. фам. Званцов; сценический псевдоним Званцев-Неволин или Неволин; 6 [18] июня 1870, Нижний Новгород — 18 мая 1923, Москва) — оперный певец (бас-баритон), драматический актёр, режиссёр и вокальный педагог.

## Биография
Родился в городе Нижний Новгород в дворянской семье.
Учёба: Московская консерватория; педагоги: класс пения — Л. Джиральдони, класс скрипки — И. Гржимали, класс композиции — А. С. Аренский и С. И. Танеев; в 1895 году окончил и в том же году уехал на совершенствование в Европу: Милан (педагог Мартин Петц) и Париж.
Вернувшись в Россию, в 1897 году поступил в оперную антрепризу певца Н. Унковского, с которой работал в различных городах: Курске, Орле, Ельце и др.
В 1898—1900 — в Тифлисе.
В 1900—2002 — в Товариществе Московской частной русской оперы С. Мамонтова. Там же начал режиссёрскую деятельность, поставив в 1902 оперу П. Чайковского «Черевички». Пружанский А. М. пишет, что певец «обладал голосом неприятного тембра, но „всегда давал умную и тонкую обработку музыкальной и сценической стороны любой партии“», эти природные данные и привели его на режиссёрское поприще.
В 1902 (или 1903) — 1911 гг. — режиссёр в Московском Художественном театре.
В 1911/12 — режиссёр в петербургском Мариинском театре.
В 1913—1919 — режиссёр московского театра К. Н. Незлобина, где поставил несколько десятков пьес.
В 1920—1923 — вернулся в МХТ и работал в режиссёрском управлении и репертуарной комиссии Художественного театра.
Одновременно работал в Опере С. Зимина, где был заведующим художественной частью и в качестве режиссёра поставил несколько опер в 1922 году: «Мазепа» П. Чайковского, «Гугеноты» Дж. Мейербера и «Царская невеста» Н. Римского-Корсакова.
Как театральный режиссёр помогал в освоении партий своей жене, выдающейся оперной певице Вере Петровой-Званцевой.
Перевёл на русский язык либретто нескольких опер, в том числе «Вертера» Ж. Массне. Кроме того, Н. Званцев сочинял стихи — преимущественно шутливые на злобу дня. По воспоминаниям художника Мстислава Добужинского, Н. Званцев был очень остроумным собеседником, принимавшим участие в актёрских капустниках и домашних вечеринках. Вместе с женой В. Петровой-Званцевой сотрудничали в «Летучей мыши», созданной их близким приятелем Никитой Балиевым; Званцев сочинил там немало скетчей и пародий, с которым сам неоднократно выступал.
Преподавал в Московской консерватории.
Скоропостижно скончался от припадка грудной жабы 18 мая 1923 года на даче у своей племянницы, артистки З. Н. Невельской.

## Семья
Жена: оперная певица В. Н. Петрова-Званцева.
Дети:
- Евгения (1897—1974) — служащая завода грамзаписи.
- Татьяна (1913—1994) — замужем за Г. В. Логвиновичем (доктор технических наук, академик АН Украины; академик РАЕН (1994); начальник отдела гидродинамики НИЦ ЦАГИ, заместитель председателя Научного совета РАН по механике[9]).
- София.

## Репертуар
- 1900 — «Вильям Ратклиф» Ц. Кюи — Том (впервые в Москве)
- 1902 — «Горюша» А. Рубинштейна — Боярин Полтев (впервые в Москве)
- 1902 — «Сарацин» Ц. Кюи — Раймонд (впервые в Москве).
- «Борис Годунов» М. Мусоргского — Рангони
- «Князь Игорь» А. Бородина — Скула
- «Черевички» П. Чайковского — Чуб
- «Русалка» А. Даргомыжского — Сват
- «Князь Игорь» А. Бородина — Князь Игорь и Владимир Галицкий
- «Демон» А. Рубинштейна — Демон
- «Мазепа» П. Чайковского — Мазепа
- «Евгений Онегин» П. Чайковского — Евгений Онегин
- «Пиковая дама» П. Чайковского — Князь Елецкий
- «Рогнеда» А. Серова — Красное солнышко
- «Фауст» Ш. Гуно — Валентин
- «Кармен» Ж. Бизе — Эскамилио
- «Севильский цирюльник» Дж. Россини — Фигаро
- «Травиата» Дж. Верди — Жорж Жермон
- «Трубадур» Дж. Верди — Граф ди Луна
- «Аида» Дж. Верди — Амонасро
- «Джоконда» А. Понкьелли — Барнаб
- «Сельская честь» П. Масканьи — Альфио
- «Паяцы» Р. Леонкавалло — Сильвио и Тонио

## Драматические роли
На сцене МХТ исполнял драматические роли:
- «Борис Годунов» А. Пушкина — Пимен
- «Месяц в деревне» И. Тургенева — Шааф

## Режиссёрские постановки
- 1902 — «Черевички» П. Чайковского (частная опера С. Мамонтова)
- 1908 — «Демон» П. Бларамберга (первая постановка);
- 1911 — «Летучий голландец» Р. Вагнера (Мариинский театр)
- 1912 — «Призрак» М. Данилевской (Мариинский театр)
- 1913 (?) — «Горячее сердце» А. Н. Островского (Театр Незлобина)
- 1921 — «Кот в сапогах» Ц. Кюи (впервые в Москве);
- 1922 — «Мазепа» П. Чайковского (Опера Зимина)
- 1922 — «Гугеноты» Дж. Мейербера (Опера Зимина)
- 1922 — «Царская невеста» Н. Римского-Корсакова (Опера Зимина).

## Педагогическая работа
В 1903—1911 и 1912—1923 — педагог Московской консерватории, с 1915 — профессор; вначале преподавал дикцию и декламацию, затем работал режиссёром оперного класса.
Преподавал также в оперной студии Виноградова и Е. Цертелевой и студии им. Ф. И. Шаляпина.
Среди учеников: В. В. Барсова, В. Ф. Быстров, А. К. Кончевский, А. А. Орловская, З. А. Рунич-Давыдова, В. И. Садовников.